# Shin Da-eun
Shin Da-eun (n. 7 de enero de 1985) es una actriz surcoreana.

## Vida personal
En el año 2016, se casó con el diseñador Im Sung-bin. A principios de diciembre de 2021, la pareja anunció que estaban esperando a su primer bebé.

## Carrera
Actuó en las series The Sons (2012), Give Love Away (2013) y The Return of Hwang Geum-bok (2015).

## Filmografía

### Serie de televisión
| Año  | Título                              | Rol                              | Red  |
| ---- | ----------------------------------- | -------------------------------- | ---- |
| 2007 | Drama City "명문대가 뭐길래"        | Byun Tae-yi                      | KBS2 |
| 2007 | New Heart                           | Kim Mi-mi                        | MBC  |
| 2008 | I Am Happy                          | Jjong-ah                         | SBS  |
| 2008 | Family's Honor                      | Oh Jin-ah                        | SBS  |
| 2010 | Becoming a Billionaire              | Han So-jung                      | KBS2 |
| 2011 | Drama Special "Identical Criminals" | Kim Sang-mi                      | KBS2 |
| 2011 | Drama Special "Lethal Move"         | Young-se                         | KBS2 |
| 2011 | If Tomorrow Comes                   | Oh Soo-jung                      | SBS  |
| 2011 | Lights and Shadows                  | Kang Myung-hee                   | MBC  |
| 2012 | The Innocent Man                    | cazafortunas (Cameo, Episodio 1) | KBS2 |
| 2012 | The Sons                            | Han Song-hee                     | MBC  |
| 2013 | Give Love Away                      | Eun Ha-kyung                     | MBC  |
| 2014 | Drama Festival "Turning Point"      | Yeom Soo-jung                    | MBC  |
| 2015 | The Return of Hwang Geum-bok        | Hwang Geum-bok                   | SBS  |
| 2017 | You Are Too Much                    | Jung Hae-jin                     | MBC  |

### Cine
| Año  | Título                       | Papel         |
| ---- | ---------------------------- | ------------- |
| 2010 | Midnight FM                  | Ko Ah-young   |
| 2011 | Cat: Two Eyes That See Death | Bo-hee        |
| 2013 | 11 A. M.                     | Namgoong Sook |

### Programas de variedades
| Año  | Programa    | Notas               |
| ---- | ----------- | ------------------- |
| 2015 | Running Man | ep. #232 - invitada |